# 鮑德溫 (喬治亞州)
鮑德溫（英語：Baldwin）是一個位於美國喬治亞州班克斯縣與哈伯沙姆縣的城市。

## 地理
鮑德溫的座標為34°29′27″N 83°33′10″W / 34.49083°N 83.55278°W，而該地的平均海拔高度為466米（即1529英尺）。

## 人口
根據2010年美國人口普查的數據，鮑德溫的面積為12.70平方千米，當中陸地面積為12.70平方千米，而水域面積為0.00平方千米。當地共有人口3279人，而人口密度為每平方千米258人。